# 吳沙墓
25°03′03″N 121°55′30″E / 25.050894°N 121.924873°E
吳沙墓是清代開墾臺灣宜蘭的吳沙之墳墓，1985年公告為直轄市定古蹟，今所見乃1931年整修後的吳沙墓。

## 生平
吳沙乃福建漳州人，有「開蘭始祖」之稱，在1798年去世，臨終前吩咐家人要把自己葬在三貂（即今址）。
吳沙墓建在清嘉慶3年（西元1798年），設立地點為現今的新北市貢寮區仁里里澳底一帶，剛好在草嶺古道上。嘉慶年間，噶瑪蘭通判楊廷理前往吳沙墓祭拜，并撰聯曰：天開草昧撫番岸絲諍道合中庸，地辟蘭陽踐土食毛民懷大德。

1888年，吳沙墓首次翻修，1931年吳沙墓再次整修，並在上面加上刻字寫：
皇清例授武信郎顯考諡春郁吳公墓

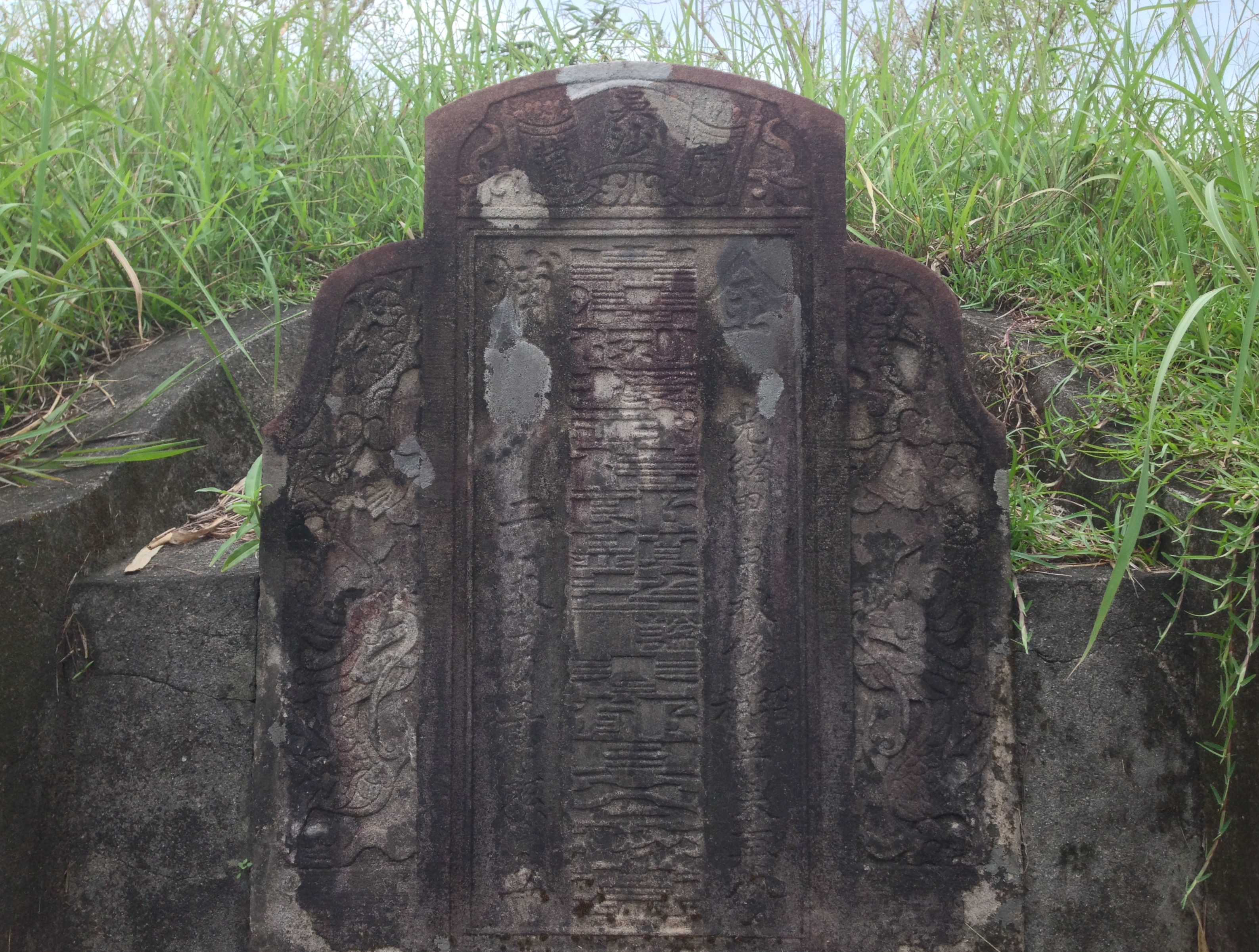
吳沙墓墓碑